# Hoyt Patrick Taylor junior
Hoyt Patrick „Pat“ Taylor Jr. (* 1. April 1924 in Wadesboro, Anson County, North Carolina; † 22. April 2018 ebenda) war ein US-amerikanischer Politiker. Zwischen 1969 und 1973 war er Vizegouverneur des Bundesstaates North Carolina.

## Leben
Hoyt Taylor war der Sohn des gleichnamigen Hoyt Patrick Taylor (1890–1964), der zwischen 1949 und 1953 ebenfalls Vizegouverneur von North Carolina war. Nach einem Jurastudium an der University of North Carolina in Chapel Hill und seiner 1948 erfolgten Zulassung als Rechtsanwalt begann er in Wadesboro in diesem Beruf zu arbeiten. Während des Zweiten Weltkrieges und des Koreakrieges diente er in den amerikanischen Streitkräften.
Politisch wurde Taylor Mitglied der Demokratischen Partei. Zwischen 1955 und 1967 saß er als Abgeordneter im Repräsentantenhaus von North Carolina, dessen Präsident er seit 1965 war. 1968 wurde er an der Seite von Robert W. Scott zum Vizegouverneur von North Carolina gewählt. Dieses Amt bekleidete er zwischen 1969 und 1973. Dabei war er Stellvertreter des Gouverneurs und Vorsitzender des Staatssenats. Im Jahr 1972 kandidierte er erfolglos in den Gouverneursvorwahlen seiner Partei. Nach seiner Zeit als Vizegouverneur praktizierte Hoyt Taylor wieder als Anwalt.